# Ishikawa Tatsuzō
Ishikawa Tatsuzō (石川達三), född den 2 juli 1905 i Yokote, Akita prefektur, död den 31 januari 1985, var en japansk journalist och författare som blivit känd bland annat för sina skildringar av den japanska invasionen av Kina under andra världskriget.
Ishikawa studerade litteratur vid Waseda universitet i Tokyo, men hoppade av för examen och reste 1930 till Brasilien för att ta jobb som jordbruksarbetare. Baserat på sina brasilianska erfarenheter skrev han romanen Sōbō (蒼氓), för vilken han tilldelades det allra första Akutagawa-priset 1935.
År 1937 skickades han som inbäddad reporter med de japanska styrkorna till Kina för förlaget Chūō Kōrons räkning. Ishikawa hamnade i en av de skvadroner som var inblandade i Nanjingmassakern, och hans nästa bok, Ikite iru Heitai (生きている兵隊) handlar om den kinesiska civilbefolkningens lidande och uppgivenheten och depressionen bland japanska soldater. Berättelsen stoppades av krigscensuren, och Ishikawa dömdes till fyra månaders fängelse. I sin helhet gavs den ut först efter kriget, i december 1945.

### På engelska
- Soldiers Alive (i översättning av Zeljko Cipris), University of Hawaii Press, 2003.